# Гранатная трубка
Гранатная трубка или дистанционная трубка — устройство, служащее для сообщения огня разрывному заряду сферических артиллерийских гранат и бомб.
В конце XIX — начале XX века существовали три основные вида гранатных трубок:
1) деревянные — для бомб и гранат, снаряженных порохом;
2) бумажные — для ¼ и ½-пудовых картечных гранат;
3) свинцовые — для 3-х пудовой картечной бомбы.
Гранатные трубки первого рода (см. рисунок 1) вытачивались из бука или березы, снабжались цилиндрическим каналом, расширяющимся кверху в виде чашечки, и набивались пороховой мякотью — дистанционным составом.
Для ½-пд. и ¼-пд. картечных гранат были приняты конические втулки из бумажной массы (papier maché), вставляемые в очко снаряда, а перед самым выстрелом в канал этой втулки вгоняли свинцовую гильзу, набитую порохом, обрезав её предварительно по длине соответственно дистанции стрельбы.

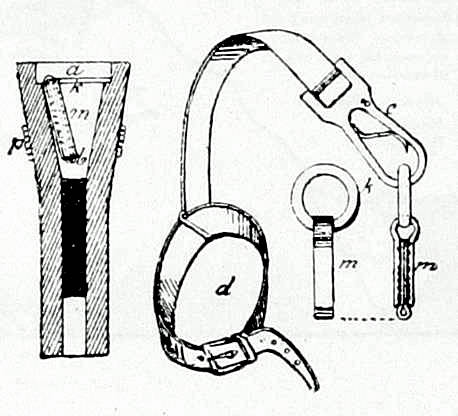
Рисунок 3

3-пудовая картечная бомба снаряжалась свинцовой втулкой, ввинчиваемой в её очко; перед выстрелом, в сквозной канал втулки вставляли бумажную гильзу, набитую порохом. В виду недостатков деревянных трубок (растрескивались при хранении, глохли при падении в рыхлую или болотистую землю и т. п.), при введении нарезных орудий эти трубки были заменены латунными (см. рисунок 2), ввинчиваемыми в очко снаряда, при чём канал их не доходил до наружного среза трубки, а пересекался здесь двумя поперечными каналами со стопином.
Для 3-х фунтовых ручных гранат образца 1890 года была принята латунная трубка (см. рисунок 3), вместо бывшей деревянной, следующего устройства: ввинчиваемый в очко латунный стебель имеет по оси цилиндрический канал с впрессованной в него оловянной кишкой с пороховым составом. В верхний расширенный конец канала ввинчена втулка с цилиндрическим каналом, в котором помещена трубочка с ударным составом и терка (как в скорострельных трубках); к наружному концу терки прикреплено кольцо. При хранении верхний конец трубки прикрыт навинченным на него колпаком; перед броском гранаты его отвинчивали, и за кольцо терки зацепляли крючок браслета, надетого на правую руку.

## Дистанционные трубки в артиллерии[3]

Устройство диафрагменной шрапнели

Первые образцы представляли из себя деревянную трубку с пороховым зарядом и применялись для инициирования разрывного заряда шарообразных картечных гранат. Замедление выбиралось длиной трубки. Если при стрельбе оказывалось, что снаряд взрывается слишком поздно — часть трубки отрезали перед выстрелом.
То есть существенное отличие дистанционных трубок, от дистанционных взрывателей заключалось в том, что они служат лишь средством инициирования чего-либо в снаряде через определённое время. Например в снарядах с картечью — трубка инициирует вышибной заряд, который выбрасывает картечь.
Аналогично срабатывает вышибной заряд и в других видах снарядов: зажигательных (выбрасываются зажигательные элементы), осветительных (выбрасывается осветительный состав с парашютом), агитационных (выбрасываются пачки листовок) и других.
Могут применяться и в фугасных снарядах, тогда дистанционная трубка активирует взрыватель и по действию становится аналогична дистанционному взрывателю.